# 罗兰·亨特福德
罗兰·亨特福德（Roland Huntford，1927年—），是一位英国作家、历史学家，主要是极地探险家的传记。他住在剑桥，也是《观察家》的斯堪的纳维亚通讯记者。亨特福德写过罗伯特·斯科特，欧内斯特·沙克尔顿和诺贝尔奖 弗里乔夫·南森的传记。
1986 - 1987 年牛津大学圣安东尼学院的阿利斯泰尔·霍恩研究员。

## 他的著作
- 《二木板一痴心：滑雪的戏剧性历史》荣获国际滑雪历史协会乌尔奖
- 《为南极竞赛》[2]
- 《雪的文化史》(A Cultural History of Snow)
- 《地球上最后的地方》(The Last Place on Earth )
- 《新极权主义者》（The New Totalitarians）
- 《司各特和阿蒙森》（Scott and Amundsen）
- 《沙克尔顿航行》（The Shackleton Voyages）